# Claude Houde (pasteur)
Pour les articles homonymes, voir Claude Houde et Houde.
Claude Houde est un pasteur chrétien  évangélique pentecôtiste, responsable principal et fondateur de l’Église Nouvelle Vie basée à Longueuil au Canada, membre de l’Association chrétienne pour la Francophonie.  

## Biographie
Claude Houde nait en 1963 à Montréal au Canada . Il est élevé dans une famille catholique non-pratiquante avec un père alcoolique et violent. Dans l’adolescence, il développe des problèmes d’alcool et de délinquance. En 1980, à 17 ans, lors d’une visite dans une église évangélique avec des amis, il est touché par l’Évangile et il fait une expérience de nouvelle naissance. Depuis ce jour, il dit avoir été délivré de son alcoolisme. 
En 1981, il entame des études de théologie évangélique au Zion Bible Institute, un collège biblique pentecôtiste à East Providence, Rhode Island, USA.  Il obtient son diplôme en 1984,.  

### Ministère
De 1984 à 1989, il est évangéliste à temps plein dans des églises, des écoles secondaires et des universités, ainsi que dans des conférences. En 1988, il est devenu pasteur à l'Église Sans Frontières de Saint-Hubert (Longueuil). En 1993, avec 50 croyants, il fonde l’Église Nouvelle Vie à Longueuil, ,,. En 2003, il quitte les Assemblées de la Pentecôte du Canada et participe à la fondation de l’Association chrétienne pour la Francophonie en 2007. En 2011, Nouvelle Vie comptait 4 000 membres.  L’humanitaire occupe une place importante dans sa vie.  C’est dans cette optique qu’il fonde Action Nouvelle Vie en 1993, un organisme qui vient en aide aux démunis. Elle compte une banque alimentaire, une friperie et des programmes d’aide pour les femmes enceintes ,.

### Vie privée
Il est marié avec Chantal Houde et a 3 enfants, dont une fille adoptée.